# 얼라이드시그널
얼라이드시그널(AlliedSignal)은 1985년 얼라이드사(Allied Corp.)와 시그널 회사(Signal Companies)의 합병을 통해 설립된 미국 항공 우주, 자동차 및 엔지니어링 회사이다. 그 후 1999년 허니웰에 의해 150억 달러에 허니웰의 이름과 정체성을 채택했다.

## 같이 보기
- 에어버스